# Protok (hidrologija)
U hidrologiji, protok jest volumen vode koji u određenom vremenskom razdoblju proteče na određenoj površini.
Mjera koja se upotrebljava za protok je metar kubični u sekundi (m3/s).
Protok se može izračunati i uz pomoć formule:
{\displaystyle Q=A\cdot {\bar {v}}}
s time da:
- {\displaystyle Q}  označava protok izražen u metrima kubičnim u sekundi (m3/s)
- {\displaystyle A} označava mjernu površinu izraženu u metrima kvadratnim (m2)
- {\displaystyle {\bar {v}}} označava brzinu protjecanja vodene mase izraženu u metrima po sekundi (m/s)

### Faktori protoka
Protok ovisi o mnogo faktora a najvažniji su vezani za samu količinu vode koja je raspoloživa na mjernom mjestu. U te faktore spadaju i:
- količina oborinskih voda u određenom vremenskom razdoblju te njihov dotok u riječni tok
- količina podzemnih voda te njihov dotok u riječni tok
- veličina slivnog područja rijeke
- veličina drenažnog područja rijeke te njegova poroznost
- neprirodne modifikacije riječnog toka kao što su brane, ustave i melioracijski sistemi (kanali)
- prirodne modifikacije terena kao što su jezera, slapovi, kaskade i nagib terena (brzaci i mirne vode)
- količina naplavnog materijala kojeg rijeka nosi sa sobom nizvodno te njegovo slijeganje i nakupljanje.

Veličina protoka najviše varira tijekom godišnjih doba i kišnih sezona u određenom području a važan čimbenik je i slivno područje rijeka jer samim time što je područje veće veća je i količina oborinskih voda koje se slijevaju u riječne tokove.

### Lista rijeka po mjerenjima protoka
Rijeke koje imaju najveće protoke na svijetu:
| Kontinenti po bojama | Kontinenti po bojama | Kontinenti po bojama | Kontinenti po bojama | Kontinenti po bojama | Kontinenti po bojama |
| -------------------- | -------------------- | -------------------- | -------------------- | -------------------- | -------------------- |
| Afrika               | Azija                | Europa               | Sjeverna Amerika     | Australija           | Južna Amerika        |

|                  | Rijeka                                     | Duljina (km) | Duljina (milja) | Slivno područje (km²) | Prosječni protok (m³/s) | Utječe u                 | Izvori            |
| ---------------- | ------------------------------------------ | ------------ | --------------- | --------------------- | ----------------------- | ------------------------ | ----------------- |
| Južna Amerika    | Amazona                                    | 6,387        | 3,969           | 6,915,000             | 219,000                 | Atlantski ocean          | [ 4 ]             |
| Afrika           | Kongo                                      | 4,371        | 2,716           | 3,680,000             | 41,800                  | Atlantski ocean          | [ 4 ]             |
| Azija            | Meghna                                     | 946          | 588             | 1,730,000             | 40,000                  | Bengalski zaljev         | [ 5 ]             |
| Južna Amerika    | Orinoco                                    | 2,140        | 1,330           | 880,000               | 31,900                  | Atlantski ocean          | [ 4 ]             |
| Azija            | Yangtze (Chang Jiang)                      | 6,380        | 3,964           | 1,800,000             | 31,900                  | Istočno kinesko more     | [ 4 ]             |
| Južna Amerika    | Paraná (Río de la Plata)                   | 3,998        | 2,484           | 3,100,000             | 25,700                  | Atlantski ocean          | [ 4 ]             |
| Azija            | Jenisej - Angara - Selenga                 | 5,550        | 3,449           | 2,580,000             | 19,600                  | Karsko more              | [ 4 ]             |
| Azija            | Brahmaputra                                | 2,948        | 1,832           | 583,000               | 19,200                  | Bengalski zaljev         | [ 6 ]             |
| Azija            | Lena                                       | 4,260        | 2,647           | 2,490,000             | 17,100                  | Laptevsko more           | [ 4 ]             |
| Južna Amerika    | Madeira - Mamoré                           | 3,239        | 2,013           | 850,000               | 17,000                  | Amazona                  | [ 7 ]             |
| Sjeverna Amerika | Mississippi - Missouri                     | 6,270        | 3,896           | 2,980,000             | 16,200                  | Meksički zaljev          | [ 4 ]             |
| Azija            | Mekong                                     | 4,023        | 2,500           | 810,000               | 16,000                  | Južno kinesko more       | [ 4 ]             |
| Azija            | Ganges                                     | 2,510        | 1,560           | 907,000               | 14,270                  | Bengalski zaljev         | [ 8 ]             |
| Azija            | Biserna rijeka - Xi Jiang (West) (Si Kang) | 2,200        | 1,376           | 437,000               | 13,600                  | Južno Kinesko more       | [ 4 ]             |
| Južna Amerika    | Tocantins                                  | 2,699        | 1,677           | 1,400,000             | 13,598                  | Atlantski ocean, Amazona | [ 9 ]             |
| Azija            | Ayeyarwady                                 | 2,170        | 1,348           | 411,000               | 13,000                  | Andamansko more          | [ 4 ]             |
| Azija            | Ob - Irtiš                                 | 5,410        | 3,449           | 2,990,000             | 12,800                  | Obski zaljev             | [ 4 ]             |
| Azija            | Amur (Heilong)                             | 4,368        | 2,714           | 1,855,000             | 11,400                  | Okhotsko more            | [ 4 ]             |
| Južna Amerika    | Caroní                                     | 952          | 595             | 95,000                | 10,850                  | Orinoco rijeka           | [nedostaje izvor] |
| Sjeverna Amerika | Mackenzie - Peace - Finlay                 | 4,241        | 2,635           | 1,790,000             | 10,300                  | Beaufortsko more         | [ 4 ]             |
| Sjeverna Amerika | Saint Lawrence - Velika jezera             | 3,058        | 1,900           | 1,030,000             | 10,100                  | Zaljev Saint Lawrence    | [ 4 ]             |
| Afrika           | Niger                                      | 4,167        | 2,589           | 2,090,000             | 9,570                   | Atlantski ocean          | [ 4 ]             |

Primjetno je da u ovoj tablici nema nekih od najvećih svjetskih rijeka kao što su: Nil, Dunav, Volga, Ind, Rajna, ... a razlog tome je što se te rijeke nalaze u područjima gdje količina padalina na slivnom području daleko od prosječne količine padalina tropskih i subtropskih područja te područja zahvaćenih djelovanjem monsuna.